# آندر آرمور
أندر آرمر (بالإنجليزية: Under Armour)‏ هي شركة أمريكية تقوم بتصنيع لباس القدم، الملابس رياضية، واللباس الدارج. تأسست الشركة عام 1996 ويقع مقرها الرئيسي في مدينة بالتيمور بولاية ميريلاند الأمريكية.

### التاريخ
- تأسست "Under Armour" في 25 سبتمبر 1996 على يد كيفن بلانك، الذي كان قائدًا لفرقة الفرق الخاصة بجامعة ماريلاند لكرة القدم.
- بدأ بلانك الأعمال من قبو جدته في واشنطن العاصمة، حيث قضى وقته في السفر على طول الساحل الشرقي مع ملابس رياضية فقط في صندوق سيارته.
- أصبحت الشركة معروفة عندما ظهرت صورة على الصفحة الأولى من صحيفة "USA Today" تظهر اللاعب جيف جورج وهو يرتدي قميص "Under Armour".

### المنتجات
- تشمل المنتجات التي تصنعها "Under Armour" الأحذية الرياضية، والتيشيرتات، والسترات، والهوديز، والبناطيل، والشورت، والأكياس الرياضية، والأقنعة والإكسسوارات.
- تقوم الشركة أيضًا بإنتاج أزياء لكرة القدم الأمريكية، وكرة السلة، وكرة القدم، بين الرياضات الأخرى.

### النمو والتوسع
- في السنوات الأولى من تأسيسها، كانت "Under Armour" تركز بشكل أساسي على تقديم ملابس تحتية تمتص العرق للاعبي كرة القدم. ولكن مع مرور الوقت، بدأت الشركة في توسيع نطاق منتجاتها لتشمل ملابس لكل أنواع الرياضات والأنشطة.
- في عام 2006، أطلقت الشركة خطًا من الأحذية الرياضية، وهو ما ساعد في تعزيز نمو الشركة وتوسيع قاعدة عملائها.
- تعاونت "Under Armour" مع العديد من الرياضيين المشهورين والفرق الرياضية لرعايتهم وتزويدهم بمعدات رياضية عالية الجودة.

### التكنولوجيا والابتكار
- تُعتبر "Under Armour" واحدة من الشركات الرائدة في استخدام التكنولوجيا في منتجاتها. فقد أطلقت الشركة ملابس تستخدم تقنية "HeatGear" و"ColdGear" التي تساعد الرياضيين على البقاء باردين في الطقس الحار ودافئين في الطقس البارد.
- كما أطلقت الشركة تطبيقًا للهواتف الذكية يُسمى "MapMyFitness"، وهو تطبيق يساعد الرياضيين على تتبع تمارينهم ونشاطاتهم البدنية.

### الوجود العالمي
- لديها "Under Armour" وجود قوي في السوق الأمريكية، ولكنها أيضًا توسعت إلى الأسواق الدولية، وتمتلك الآن متاجر ومنافذ بيع في أكثر من 70 دولة حول العالم.